# Hutchins (Schiff)
Die USS Hutchins (DD-476) war ein zur Fletcher-Klasse gehörender Zerstörer der US-Marine. Sie nahm zwischen 1942 und 1945 am Zweiten Weltkrieg teil.

## Namensgeber
Carlton Barmore Hutchins (1904–1938) war Marineflieger der US Navy. 1938 wurde er bei der Kollision mit einem anderen Flugzeug getötet. Tödlich verletzt führte er sein Flugzeug, bis die gesamte Besatzung sicher aus dem Flugzeug aussteigen konnte. Ihm wurde postum die Medal of Honor verliehen.

## Technik

### Rumpf und Antrieb
Der Rumpf der USS Hutchins war 114,7 m lang und 12,2 m breit. Der Tiefgang betrug 5,4 m, die Verdrängung 2.100 Tonnen. Der Antrieb des Schiffs erfolgte durch zwei Dampfturbinen von General Electric, der Dampf wurde in vier Kesseln von Babcock & Wilcox erzeugt. Die Leistung betrug 60.000 Wellen-PS, die Höchstgeschwindigkeit lag bei 35 Knoten.

### Bewaffnung und Elektronik
Hauptbewaffnung der USS Hutchins waren ihre fünf 5"/38-Mk.30-Einzeltürme. Dazu kamen diverse Flugabwehrkanonen. Die Flugabwehrbewaffnung wurde im Laufe des Krieges aufgrund der zugenommenen Bedrohung weiter verstärkt. Im Gegensatz zur Standardbewaffnung der Fletcher-Klasse befanden sich anfänglich zwischen den Geschützen 53 und 54 zwei 20-mm-Oerlikon-Flak und die 40-mm-Bofors-Flak auf dem Achterdeck kurz vor den Wasserbombenablaufschienen, wo sich sonst 20-mm-Geschütze befanden.
Die USS Hutchins war mit Radar ausgerüstet. Am Mast über der Brücke waren ein SG- und ein SC-Radar montiert, mit denen Flugzeuge auf Entfernungen zwischen 15 und 30 Seemeilen und Schiffe in Entfernungen zwischen 10 und 22 Seemeilen geortet werden konnten. Zur Unterwasserortung war ein QC-Sonar eingebaut.

### Bordflugzeug
Die USS Hutchins war einer von sechs Zerstörern der Fletcher-Klasse, die mit einem Mark-VI-Flugzeugkatapult und einem Bordflugzeug vom Typ Vought Kingfisher ausgerüstet werden sollten. Das Katapult und der Kran zur Aufnahme des Flugzeuges sollten anstelle des zweiten Torpedorohrsatzes, dem Geschütz #3 und dem zweiten Deck des Deckshauses, auf dem die meisten Fletcher ein 40-mm-Zwilling-Flugabwehrgeschütz hatten, achtern des zweiten Schornsteins eingebaut werden.
Die ursprüngliche Planung sah vor, dass das Bordflugzeug als Aufklärer für die Zerstörergeschwader dienen sollte, zu dem die USS Hutchins gehörte. Der Start sollte mittels Katapult erfolgen, die Landung in Nähe des Zerstörers auf dem Wasser. Anschließend wurde das Flugzeug mit dem Kran wieder auf das Katapult gehoben. Durch das geänderte Einsatzprofil der Zerstörer, verbunden mit dem Neubau von Kreuzern und schnellen Schlachtschiffen, die ebenfalls mit Bordflugzeugen ausgerüstet waren, sowie von Flugzeugträgern, erwies sich das Konzept als obsolet. Ein weiterer Grund lag in den durch Katapult und Flugzeug bis an die Grenzen aufgebrauchten Gewichtsreserven, die eine als notwendig erkannte Verstärkung der Flugabwehrbewaffnung nicht mehr zuließ. Bereits während des Baus wurde ein fünftes 5"-Geschütz nachgerüstet.

## Geschichte
Die USS Hutchins wurde am 27. September 1941 auf der Boston Navy Yard auf Kiel gelegt. Am 20. Februar 1942 wurde sie von C.B. Hutchins, Witwe des Namensgebers, getauft und am 17. November 1942 unter dem Kommando von Commander B.W. Herron in Dienst gestellt. Die USS Hutchins war das Flaggschiff des Destroyer Squadron (DesRon) 24.

### 1943

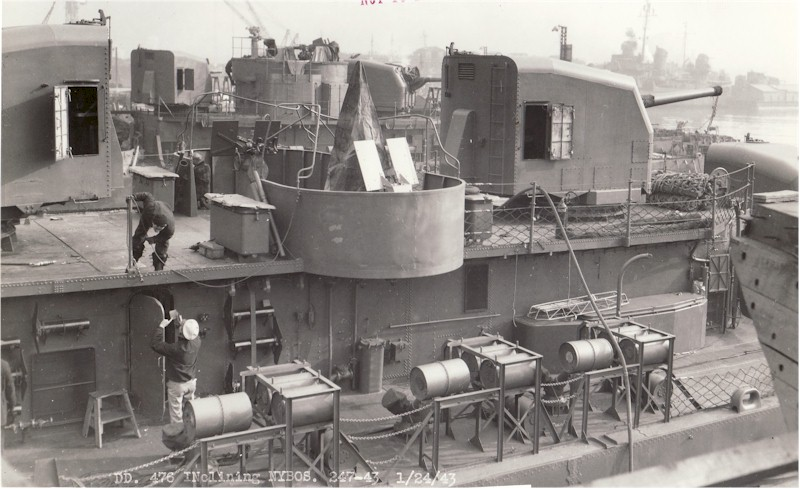
Deckshaus mit 20-mm-Flak anstelle der sonst üblichen 40-mm-Flak

Nach dem Abschluss der Erprobungsfahrten eskortierte die USS Hutchins am 17. März 1943 zwei Tanker nach Galveston. Anschließend fuhr sie durch den Panamakanal nach San Diego, wo sie am 11. April einlief. Nachdem sie einen Geleitzug nach Neukaledonien und Espiritu Santo eskortiert hatte, lief die Hutchins am 30. Mai in Pearl Harbor ein, wo Veränderungen an der Bewaffnung durchgeführt wurden. Beim Erprobungsschießen trat eine elektrische Fehlfunktion auf und ein Geschütz schoss in den Schornstein. Neun Mann wurden getötet und zwanzig verletzt. Während der nachfolgenden Reparatur wurde die Operationszentrale mit neuen Geräten ausgestattet.
Am 11. Juli 1943 kehrte sie nach San Diego zurück und nahm eine Woche später zusammen mit einer Gruppe von LST Kurs auf Adak Island in den Aleuten. Sie nahm an der Besetzung der von den japanischen Truppen verlassenen Inselgruppe teil. Bis zum 18. November 1943 fuhr sie Patrouille und beteiligte sich an Manövern, um anschließend nach Neuguinea befohlen zu werden. Die USS Hutchins erreichte die Milne-Bucht am 19. Dezember und schützte die LST während der Landung bei Cape Gloucester am 26. Dezember. Sie und die anderen am Schutz der Landung beteiligten Schiffe wurden in den folgenden Tagen Ziel mehrerer Luftangriffe. Die USS Hutchins erzielte ein Abschuss und war an einem weiteren beteiligt.
Nachdem sie einen Konvoi von Buna nach Cape Gloucester eskortiert hatte, fuhr sie mit einer weiteren Gruppe LST nach Saidor. Während einer Regenbö stieß die USS Hutchins im Einsatzgebiet mit einem anderen Zerstörer zusammen und musste nach Cairns laufen, um Reparaturen am Bug durchzuführen.

### 1944
Am 22. Februar 1944 verließ sie Cairns und fuhr am 28. Februar mit der Landungsgruppe zu den Admiralitätsinseln. Die USS Hutchins beschoss während der Invasion Stellungen auf Manus und Ende März sowie Anfang April 1944 zusammen mit anderen Zerstörern Wewak und Hansa Bay auf Neuguinea.
Am 18. April lief sie von Cape Sudest nach Hollandia, wo sie am 22. April zusammen mit anderen Einheiten die Landung unterstützte. Ende April beschoss sie Wakde Island. Am 10. Mai rettete sie die Besatzung einer über See abgestürzten B-24 Liberator.
Die USS Hutchins nahm am 17. Mai an der Schlacht um Wakde teil, wo sie erneut mit ihrer Artillerie Ziele in Küstennähe bekämpfte und die anlandenden Truppen unterstützte. Anfang Juni operierte der Zerstörer zusammen mit der Task Force (TF) 74 vor Biak. Während der Nacht des 8. Juni 1944 wurde die Annäherung von japanischen Schiffen entdeckt. Die japanischen Zerstörer entließen ihre mit Truppen besetzten Kähne und zogen sich zurück. Die amerikanischen Schiffe verfolgten die ablaufenden Japaner und beschossen sie über große Entfernung. Gegen 2:30 Uhr wurde die Verfolgung abgebrochen und die USS Hutchins kehrte ins Kampfgebiet zurück.
Im Juli war sie an den Landungen auf Noemfoor beteiligt und unterstützte erneut die Invasion mit ihren Geschützen. Zusammen mit PT-Schnellbooten operierte sie zwischen dem 15. und 25. Juli im Gebiet von Aitape, um die japanische Kommunikation zu stören. Ihr nächster Einsatz führte sie in den Norden Neuguineas, wo sie am 30. Juli an den Landungen bei Sansapor teilnahm.
Den August 1944 verbrachte die USS Hutchins mit einem Aufenthalt in Sydney und Übungen vor Neuguinea. Bevor sie am 12. September in die Humboldt Bay verlegte, wurde das Schiff eingedockt. Mit der Ankunft in der Humboldt Bay begann die letzte Phase der Operation Reckless. Sie beschoss am 16. September Flugplätze und lief am 29. September nach Seeadlerhafen, wo sie für die Rückeroberung der Philippinen vorbereitet wurde. Die Invasionsflotte lichtete Anker und erreichte den Golf von Leyte am 20. Oktober 1944. Die USS Hutchins beschoss zur Vorbereitung der Landung Küstenstellungen. Während der See- und Luftschlacht im Golf von Leyte patrouillierte sie im Eingang zum Golf.
Um die Invasion zu stoppen, näherte sich die japanische Flotte in drei Gruppen. Die USS Hutchins und die anderen Zerstörer des DesRon 24 liefen in die Straße von Surigao und erwarteten dort zusammen mit weiteren Kriegsschiffen der Task Group (TG) 77.2 unter dem Kommando von Admiral Jesse B. Oldendorf die aus zwei Schlachtschiffen, einem Schweren Kreuzer und vier Zerstörern bestehende 1. Kampfgruppe C unter dem Kommando von Vizeadmiral Shōji Nishimura. Die USS Hutchins befand sich auf der rechten Flanke der amerikanischen Schiffe. Als sich Nishimura näherte, griffen zuerst die PT-Boote erfolglos an. Ihnen folgten die Zerstörer. Die USS Hutchins ging auf Südkurs und schoss um 3:30 Uhr ihre Torpedos auf die japanischen Schiffe ab. Bei einem zweiten Torpedoangriff konnten die Zerstörer den japanischen Zerstörer Michishio versenken. Nach dem Gefecht und den am frühen Morgen durchgeführten Luftangriffen blieb von Nishimuras Gruppe nur ein Zerstörer – die Shigure – übrig.
Nach der Schlacht im Golf von Leyte wurde die USS Hutchins wieder zum Schutz der Flugzeugträger eingesetzt. Am 26. Oktober kollidierte sie mit einem nicht kartografierten Wrack und lief, nachdem sie bis zum 29. Oktober 1944 weiter zur Flugabwehr beim Verband blieb, über Pearl Harbor nach San Francisco. Dort kam sie am 25. November an und wurde zur Reparatur eingedockt.

### 1945

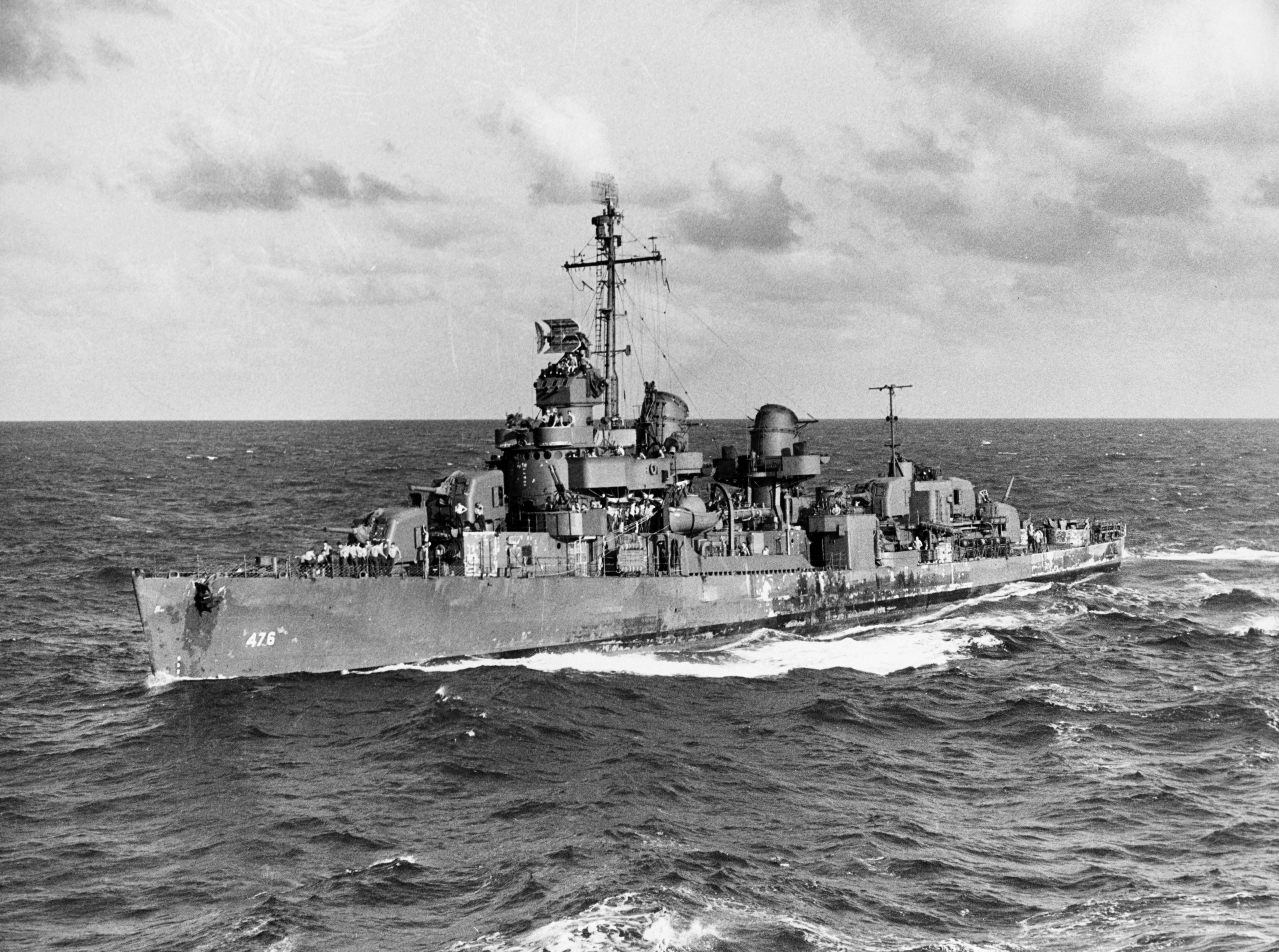
USS Hutchins im Februar 1945

Am 26. Januar 1945 kehrte die USS Hutchins nach Pearl Harbor zurück, um an Übungen teilzunehmen. Sie nahm am 3. Februar Kurs auf Saipan, um sich für die anstehende Schlacht um Iwo Jima einer Trägergruppe der Task Force (TF) 58 anzuschließen. Die Trägergruppe erreichte ihr Ziel drei Tage vor der Landung, um zur Vorbereitung der Invasion japanische Verteidigungsstellungen anzugreifen und während der Landungsoperationen im Februar und März 1945 die vorrückenden Truppen zu unterstützen. Anschließend kehrte die USS Hutchins kurz nach Ulithi zurück, um am 27. März Kurs auf Okinawa zu nehmen. Sie schützte die Transportgruppen während der Landung auf Okinawa vom 1. bis zum 3. April 1945 und half zahlreiche Luftangriffe abzuwehren. Ab dem 4. April wurde sie tagsüber zur Bekämpfung von Zielen in Küstennähe und nachts zum Schutz der schweren Einheiten eingesetzt. Während der schweren Luftangriffe am 6. April schoss sie mehrere Flugzeuge ab und übernahm Überlebende der schwer beschädigten USS Newcomb, die von drei Kamikaze getroffen worden war. Am 12. und 13. April bekämpfte sie erneut angreifende Flugzeuge.
Während der Beschießung von Küstenstellungen wurde die USS Hutchins von einem japanischen Sprengboot angegriffen. Durch die Explosion des Bootes wurde ihr Rumpf schwer beschädigt. Sie kehrte zum Stützpunkt auf den Kerama-Inseln zurück, um dort provisorisch repariert zu werden und nahm anschließend Kurs auf Portland (Oregon). Dort wurde sie zur Reparatur eingedockt.

### Verbleib
Die Reparaturarbeiten waren bei Kriegsende noch nicht abgeschlossen. Am 20. September 1945 wurde sie nach Puget Sound geschleppt und am 30. November wurde die USS Hutchins in Bremerton außer Dienst gestellt. Im Januar 1948 wurde sie zum Abbruch verkauft.

## Auszeichnungen
Die USS Hutchins wurde mit sechs Battle Stars ausgezeichnet.